# Medhufinolhu (Laamu-atol)
Medhufinolhu is een van de onbewoonde eilanden van het Laamu-atol behorende tot de Maldiven.